# (6728) 1991 UM
A (6728) 1991 UM a Naprendszer kisbolygóövében található aszteroida. Ueda Szeidzsi és Kaneda Hirosi fedezte fel 1991. október 18-án.